# ایست کوآگ (نیویورک)
ایست کوآگ (به انگلیسی: East Quogue) یک منطقهٔ مسکونی در ایالات متحده آمریکا است که در شهرستان سافک، نیویورک واقع شده‌است. ایست کوآگ ۲۹٫۹ کیلومتر مربع مساحت و ۴٬۷۵۷ نفر جمعیت دارد و ۴ متر بالاتر از سطح دریا واقع شده‌است.